# Niskajärvi (sjö i Lappland)
Niskajärvi är en sjö i Finland. Den ligger i kommunen Ranua i landskapet Lappland, i den norra delen av landet, 700 km norr om huvudstaden Helsingfors. Niskajärvi ligger 154,6 meter över havet. Arean är 51,8 hektar och strandlinjen är 5,11 kilometer lång. Sjön  ingår i Simo älvs huvudavrinningsområde. 